# 常數函數

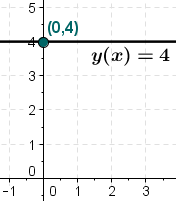

在数学中，常数函数（也称常值函数）是指值不发生改变（即是常数）的函数。例如，我们有函数{\displaystyle f(x)=4}，因为{\displaystyle f}映射任意的值到4，因此{\displaystyle f}是一个常数。更一般地，对一个函数{\displaystyle f:A\rightarrow B}，如果对{\displaystyle A}内所有的{\displaystyle x}和{\displaystyle y}，都有{\displaystyle f(x)=f(y)}，那么，{\displaystyle f}是一个常数函数。其中{\displaystyle f(x)=0}的常數函數稱為零函數，圖形為x軸；值不為零的常數函數則可稱為零次函數，圖形為一平行x軸的水平線。
请注意，每一个空函数（定义域为空集的函数）无意义地满足上述定义，因为{\displaystyle A}中没有{\displaystyle x}和{\displaystyle y}使{\displaystyle f(x)}和{\displaystyle f(y)}不同。然而有些人认为，如果包括空函数的话，那么常数函数将更容易定义。
对于多项式函数，一个非零常数函数称为一个零次多项式，而零函数对应只能叫零多项式。

## 性质
常数函数可以通过与复合函数的关系，从两个途径进行描述。
下面这些是等价的：
1. {\displaystyle f:A\rightarrow B}是一个常数函数。
2. 对所有函数{\displaystyle g,h:C\to A,f\circ g=f\circ h}（“{\displaystyle \circ }”表示复合函数）。
3. {\displaystyle f}与其他任何函数的复合仍是一个常数函数。

上面所给的常数函数的第一个描述，是范畴论中常数态射更多一般概念的激发和定义的性质。
根据定义，一个函数的导函数度量自变量的变化与函数变化的关系。那么我们可以得到，由于常数函数的值是不变的，它的导函数是零。例如：
- 如果{\displaystyle f}是一个定义在某一区间、变量为实数的实数函数，那么当且仅当{\displaystyle f}的导函数恒为零时，{\displaystyle f}是常数。

对预序集合间的函数，常数函数是保序和倒序的；相反的，如果f既是保序的也是倒序的，如{\displaystyle f}的定义域是一个格，那么{\displaystyle f}一定是一个常数函数。
常数函数的其他性质包括：
- 任一定义域和陪域相同的常数函数是等幂的。
- 任一拓扑空间上的常数是连续的。

在一个连通集合中，当且仅当f是常数时，它是局部常数。